# سولينو
سولينو هو فيلم من إخراج فاتح اكين في عام 2002. يَتحدث عن عائلة أماتو، والتي تُهاجر من جنوب إيطاليا إلى حوض الرور. تَدور أحداثه في الفترة ما بين 1964-1984. هو أول فيلم من إخراح فاتح اكين، ولَم يُقم بكتابة النص. تحت عنوان «الأخوة هُم أكثر الأصدقاء قُربًا...وأكثر المُنافسون مررًا».

## الممثلون
| المُمثل           | الدور           |
| ---------------- | --------------- |
| موريتز بليابتريي | جيانكارلو أماتو |
| بارنابي ميتشورات | جيجي أماتو      |
| جيجي سافويا      | رومانو أماتو    |
| أنتونيلا أتيلي   | روسا أماتو      |

## وصلات خارجية
- الموقع الرسمي
- سولينو على موقع IMDb (الإنجليزية)
- سولينو على موقع ألو سيني (الفرنسية)
- سولينو على موقع Turner Classic Movies (الإنجليزية)
- سولينو على موقع أول موفي (الإنجليزية)
- سولينو على موقع فيلمافينيتي (الإسبانية)
- سولينو على موقع قاعدة بيانات الفيلم (الإنجليزية)
- سولينو على موقع ليتربوكسد (الإنجليزية)
- سولينو على موقع كينوبويسك (الروسية)